# 林雅子
林雅子（日语：／ Hayashi Masako，1928年7月11日—2001年1月9日），女，日本建筑师。

## 生平
1928年出生于北海道旭川市，1951年毕业于日本女子大学家政学部生活艺术系，1958年联合中原畅子和山田初江成立自己建筑事务所。1981年获得日本建筑学会奖，也是首位获奖的女性建筑师，1986年获得吉田五十八奖。
2001年1月9日逝世，享年72岁。

## 家庭
丈夫林昌二也是建筑师。

## 荣誉
- 美国建筑师学会荣誉会员
- 日本建筑学会奖
- 吉田五十八奖

## 作品
- 海之廊，高知县土佐清水市[4][5]

## 著作
- House design in today's Japan. Tokyo: Shokokusha, 1969.
- with Kiyoshi Kawasaki. Modern Architects's Collected Works 22 Masako Hayashi, Kiyoshi Kawasaki. Japan: San-Ichi Shobo, 1975.